# Kløfta
Kløfta ist eine Ortschaft in der norwegischen Kommune Ullensaker in der Provinz (Fylke) Akershus. Der Ort liegt nordöstlich von Oslo und hat 8479 Einwohner (Stand: 1. Januar 2024).

## Geografie
Kløfta ist ein sogenannter Tettsted, also eine Ansiedlung, die für statistische Zwecke als eine Ortschaft gezählt wird. Der Tettsted liegt im Südwesten der Kommune Ullensaker. Etwas weiter nördlich liegt die Ortschaft Jessheim, etwas weiter westlich fließt der Fluss Leira.

## Geschichte

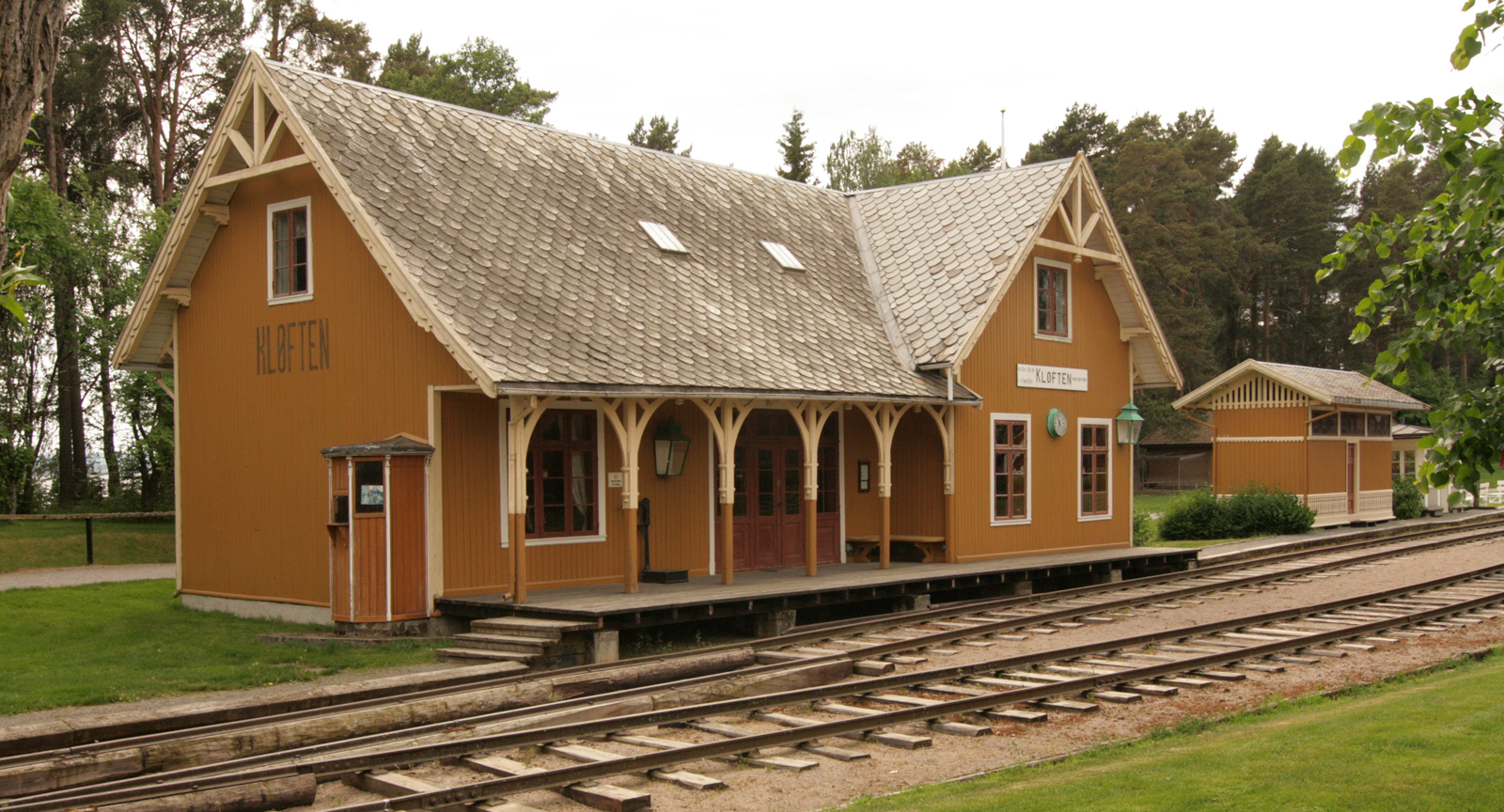
Bahnhof Kløfta im Norsk Jernbanemuseum

Der Name „Kløfta“ steht in Zusammenhang mit „kluft“ (deutsch: Kluft). Dieser Name wurde unter anderem für Orte an Weggabelungen vergeben und es wird vermutet, dass in Kløfta die Gabelung der Routen Trondhjemske Hovedveg und Vingerske Kongeveg namensgebend war. Östlich der Europastraße 6 liegt auf einer Anhöhe die Ullensaker kirke. Das gemauerte Kirchengebäude wurde im Jahr 1958 erbaut, nachdem im Jahr 1952 die alte Kirche abgebrannt worden war. Das alte Kirchengebäude war am gleichen Ort im Jahr 1768 gebaut worden. Das in Kløfta liegende Gefängnis Romerike fengsel (ehemals Ullersmo fengsel) wurde im Jahr 1970 eröffnet. Durch die Eröffnung des zivilen Flughafen Oslo-Gardermoen etwas weiter nördlich in der Gemeinde begann die Einwohnerzahl des Orts ab Ende der 1990er-Jahre stärker anzusteigen.

## Verkehr
Ab 1854 bestand in Kløfta eine Bahnanbindung, die Teil der Strecke zwischen Oslo und Eidsvoll und somit der ersten Eisenbahnlinie Norwegens war. Das ursprüngliche Bahnhofsgebäude wurde von den beiden Architekten Wilhelm von Hanno und Heinrich Ernst Schirmer entworfen. Ein neues Gebäude folgte im Jahr 1920, dieses Mal war der Architekt Henrik Bull dafür verantwortlich. Später wurde der alte Bahnhof Teil des Eisenbahnmuseums Norsk Jernbanemuseum. Im Jahr 1998 wurde im Zuge des Ausbaus der Bahnlinie Gardermobanen wiederum ein neues Bahnhofsgebäude eröffnet. Dieses liegt etwa 36 Schienenkilometer vom Osloer Hauptbahnhof Oslo Sentralstasjon (Oslo S) entfernt.
Im Osten von Kløfta führt die Europastraße 6 (E6) in Nord-Süd-Richtung vorbei. Sie bindet das Gebiet unter anderem an Oslo an. Richtung Osten zweigt von der E6 auf Höhe des Orts die Europastraße 16 ab. In den Westen zur Ortschaft Ask führt der Fylkesvei 1542.

## Persönlichkeiten
- Arne Erlandsen (* 1959), Fußballspieler und -trainer
- Nader Khademi (* 1986), Schauspieler
- Sophie Román Haug (* 1999), Fußballspielerin